# Hrabstwo Onslow
Hrabstwo Onslow (ang. Onslow County) – hrabstwo w stanie Karolina Północna w Stanach Zjednoczonych.

## Geografia
Według spisu z 2000 roku obszar całkowity hrabstwa obejmuje powierzchnię 909 mil2 (2354,3 km²), z czego 767 mil2 (1986,52 km²) stanowią lądy, a 142 mile2 (367,78 km²) stanowią wody. Według szacunków United States Census Bureau w roku 2012 miało 183 263 mieszkańców. Jego siedzibą administracyjną jest Jacksonville.

### Miasta
- Holly Ridge
- Jacksonville
- North Topsail Beach
- Richlands
- Swansboro

### CDP
- Half Moon
- Piney Green
- Pumpkin Center
- Sneads Ferry